# Детский парк (Симферополь)
Симферо́польский Де́тский парк — парк в центре Симферополя, изначально проектировавшийся как парк для детей. Парк имеет интересную историю и является одним из самых посещаемых парков города благодаря массовым мероприятиям, которые проводятся на территории парка. Ограничен центральным проспектом Кирова, улицами Киевской и Шмидта. На территории парка расположился городской зоопарк (зооуголок). Основной вход в парк расположен на проспекте Кирова, дополнительные — на улице Шмидта.

## История

### Период до создания Детского парка
Территория, на которой расположился парк, славилась хорошей землей и изобилием воды (из-за расположенной рядом реки Салгир) и потому использовалась для разведения садов. На плане Симферополя 1786 года на территории, где сейчас находится Детский парк, был лес. Здесь росли гигантские столетние дубы возле дома де Серра, французского ученого-химика, который изучал лечебные свойства грязей в районе современного города Саки. После службы Феликс де Серр купил дом с садом (будущим Детским парком). Краевед В. А. Широков считал, что именно у Феликса де Серра останавливался А. С. Пушкин. В конце XIX века участок перешёл во владение симферопольского предпринимателя П. С. Щербины. Именно Щербина организовал здесь сад по разведению и продаже редчайших косточковых сортов плодовых деревьев со всех уголков Крыма (из сада впоследствии появилось отделение Никитского ботанического сада). Территория будущего Детского парка была обнесена большим забором.
Впоследствии сад решили передать в ведение Таврического университета в качестве учебно-подсобного хозяйства. На то время в состав высшего учебного заведения входили и медицинский факультет, прообраз будущего Медицинского университета имени Георгиевского, и сельскохозяйственный. В 1920-е назывался «Ботанический сад педуниверситета». После выделения сельскохозяйственного факультета в самостоятельное учебное заведение будущий Детский парк достался по наследству именно новообразованному сельскохозяйственному институту, впоследствии Южному филиалу Национального аграрного университета. После перестройки района Куйбышевского рынка от сада отрезали кусок земли.
3 февраля 1945 года рядом с садом на улице Шмидта в бывшем особняке Ракова останавливался премьер-министр Великобритании Уинстон Черчилль. Он следовал с военного аэродрома в Саках в Ливадийский дворец (на Ялтинскую конференцию). Живет легенда о том, что на время пребывания Черчилля в Симферополе в саду дежурила целая зенитная батарея в полной боевой готовности.

### Официальное создание Детского парка

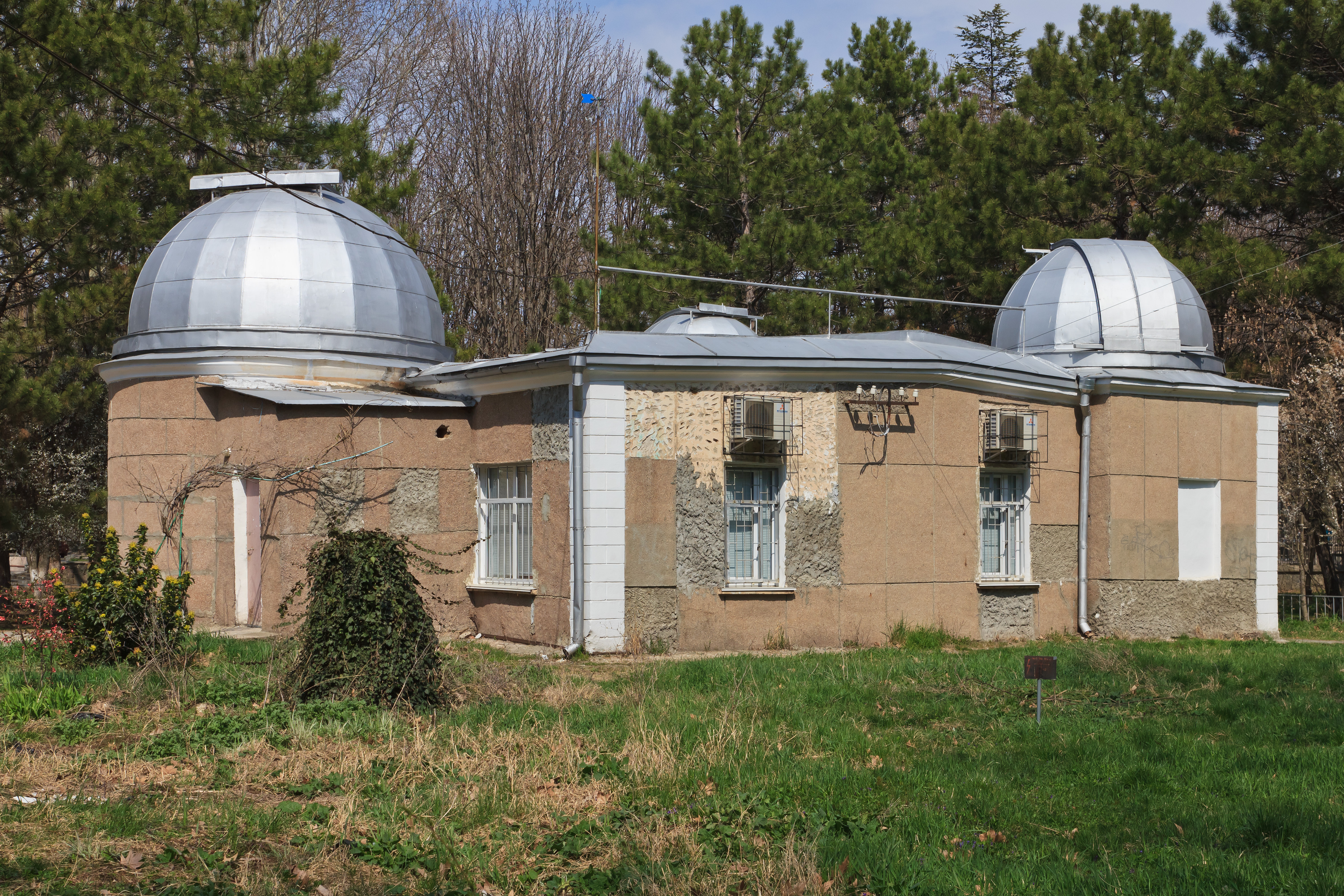
Здание астрономической обсерватории в Детском парке

В 1958 году весь этот сад площадью в 13 гектаров был передан под городской Детский парк. В будущем парке предусмотрели многое: здесь были организованы зооуголок, аквариум, открытый «зелёный театр», бассейн для испытания моделей юных техников, круглый трек для испытаний авиамоделей, «городок безопасности движения». Для малышей был сделан «Уголок сказок» с Бабой-Ягой, богатырями, учёным Котом, Русалкой и Русланом с Головой. Местные старожилы передают, что в самом начале Голова сверкала глазами и дула вентилятором изо рта, но это очень пугало детей и конструкторам пришлось их отключить. Также в парке установили множество аттракционов.
До 1976 года Детский парк был единственным парком такого рода в СССР. Позже по его примеру были созданы детские парки в Черкассах, Краснодаре, Ростове-на-Дону и других городах страны.
На территории Детского парка расположили Крымскую областную детскую обсерваторию — базу Симферопольского общества любителей астрономии (СОЛА), а позднее Малой академии наук «Искатель», созданной в Симферополе в 1963 году.
В 1970 году в парке был построен большой четырёхэтажный Дворец пионеров с разнообразными кружками, спортивными залами, собственным кинотеатром и столовой. Именно в это время Детский парк достиг своего расцвета: моделисты испытывали свои самолеты, ракеты и подводные лодки; юннаты занимались животными в зооуголке, юные артисты показывали свои таланты на площадке «зелёного театра».

### Период запустения
После развала Советского Союза в Детском парке начались проблемы. Был полностью разрушен «городок безопасности движения», здесь не осталось автомобильных знаков, только останки бывших светофоров. Был сломан забор круглого трека для испытаний авиамоделей, на его месте расположили несколько новых аттракционов. Снесли бассейн для испытания моделей возле Дворца пионеров и построили на его месте развлекательный центр с боулингом. Ничего не осталось от «зеленого театра». Были снесены старые аттракционы, их место заняли новые. Сейчас в парке можно видеть только два старых раритета — так называемые «Лодочки» или «русские качели» и «Сатурн».
В 1990-е из действующих объектов остались только Детская обсерватория, зооуголок и аквариум. Обсерватория построила вокруг своих построек большой забор, защищая телескопы, зооуголок же очень часто менял своё руководство и сумел сохранить не всех своих животных. Много лет здесь прожила героиня фильма «Кавказская пленница или Приключения Шурика» ослица Люська.

### Реконструкция и расцвет
После периода застоя и упадка парк, благодаря средствам, вырученным от посещения и сдачи торговых площадок, начинает возвращать себе былую славу. В 2011 году была начата масштабная реконструкция парка. В 2012 году был сдан в пользование обновленный роллердром, обновили «Поляну сказок», установили новые скамейки, установлено мощное освещение, произведён ремонт всех аттракционов. В 2013 году привели в порядок и подсветили Аллею Героев. В 2014 году реконструирован центральный вход парка и начата реконструкция зооуголка (мини-зоопарка), площадь которого планируют увеличить в 2 раза, до 2 гектаров. В апреле 2014 года руководство Детского парка поставило себе задачу стать одним из лучших парков России.
На сегодняшний день количество новых посетителей парка постоянно растёт, благодаря проведению разнообразных тематических ярмарок, выставок, конкурсов и других массовых мероприятий.
В июле 2017 года местные власти уменьшили площадь парка с 17 до 10 га.

## Дуб «Богатырь Тавриды»

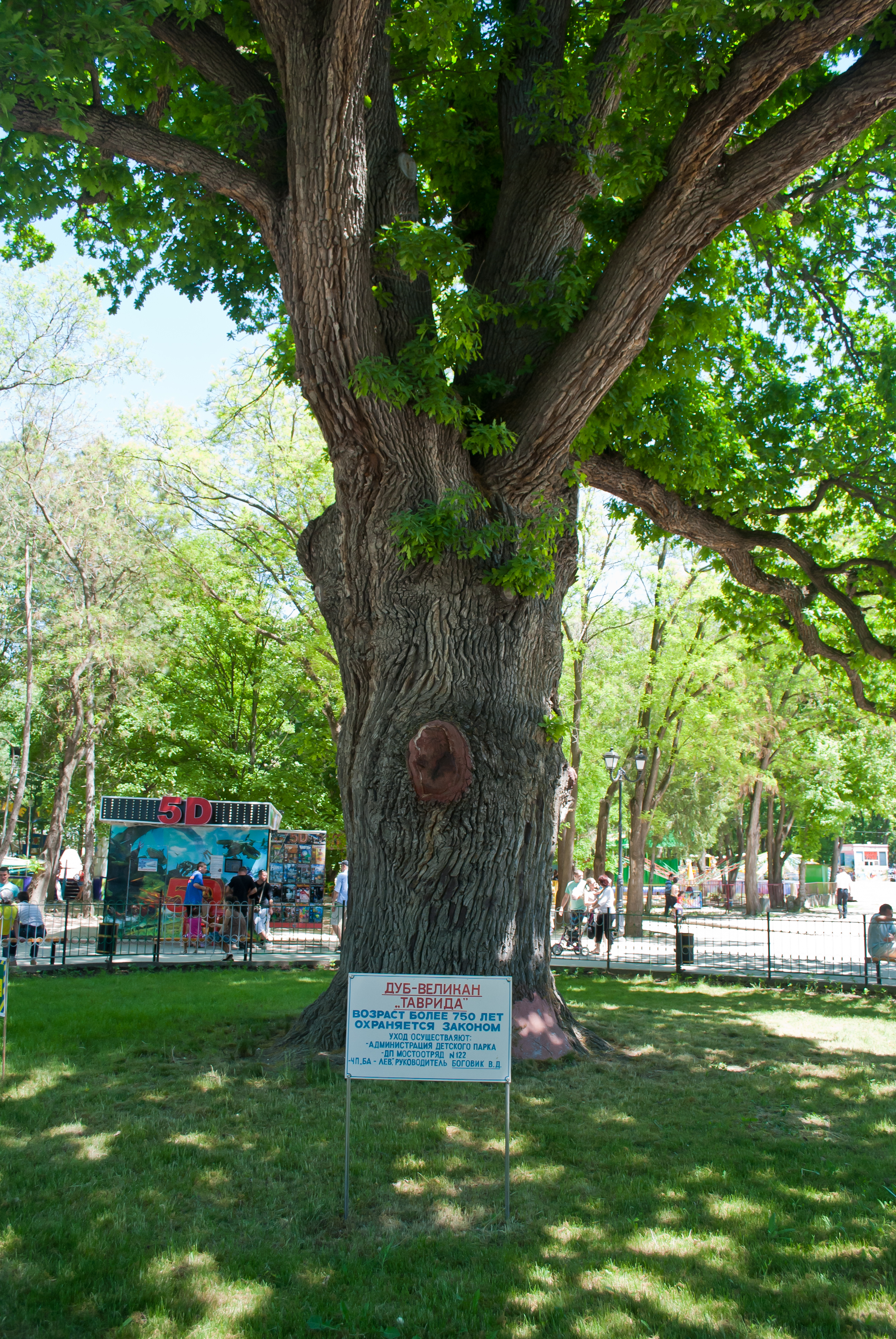
Ствол дуба «Богатырь Тавриды»

В Детском парке находится известный памятник природы — дуб-великан «Богатырь Тавриды» 44°57′19″ с. ш. 34°06′37″ в. д.(окружность ствола — около 6 метров, диаметр кроны — 30 метров). По разным оценкам, возраст дуба колеблется от 600 до 750 лет.
12 сентября 2007 года симферопольским городским советом дуб был отнесен к природно-заповедному фонду территориального значения Украины и охраняется законом. Дуб «Богатырь Тавриды» — ботанический памятник природы, также внесенный в перечень ООПТ России.

## Основные объекты парка
- Юношеская Астрономическая обсерватория Малой Академии Наук «Искатель»[20]
- Республиканский центр детского и юношеского творчества (историческое название: Дворец Пионеров)[21]
- Мини-зоопарк (единственный в Симферополе)
- Роллердром
- Комплекс аттракционов
- Аквариум и террариум
- Аллея пионеров-героев (десять бюстов, установленных в начале 1960-х годов)[22]
- Поляна сказок
- Исторический дуб «Богатырь Тавриды»
- Памятник святым Петру и Февронии — покровителям православной семьи, открытый в июле 2018 года[23]

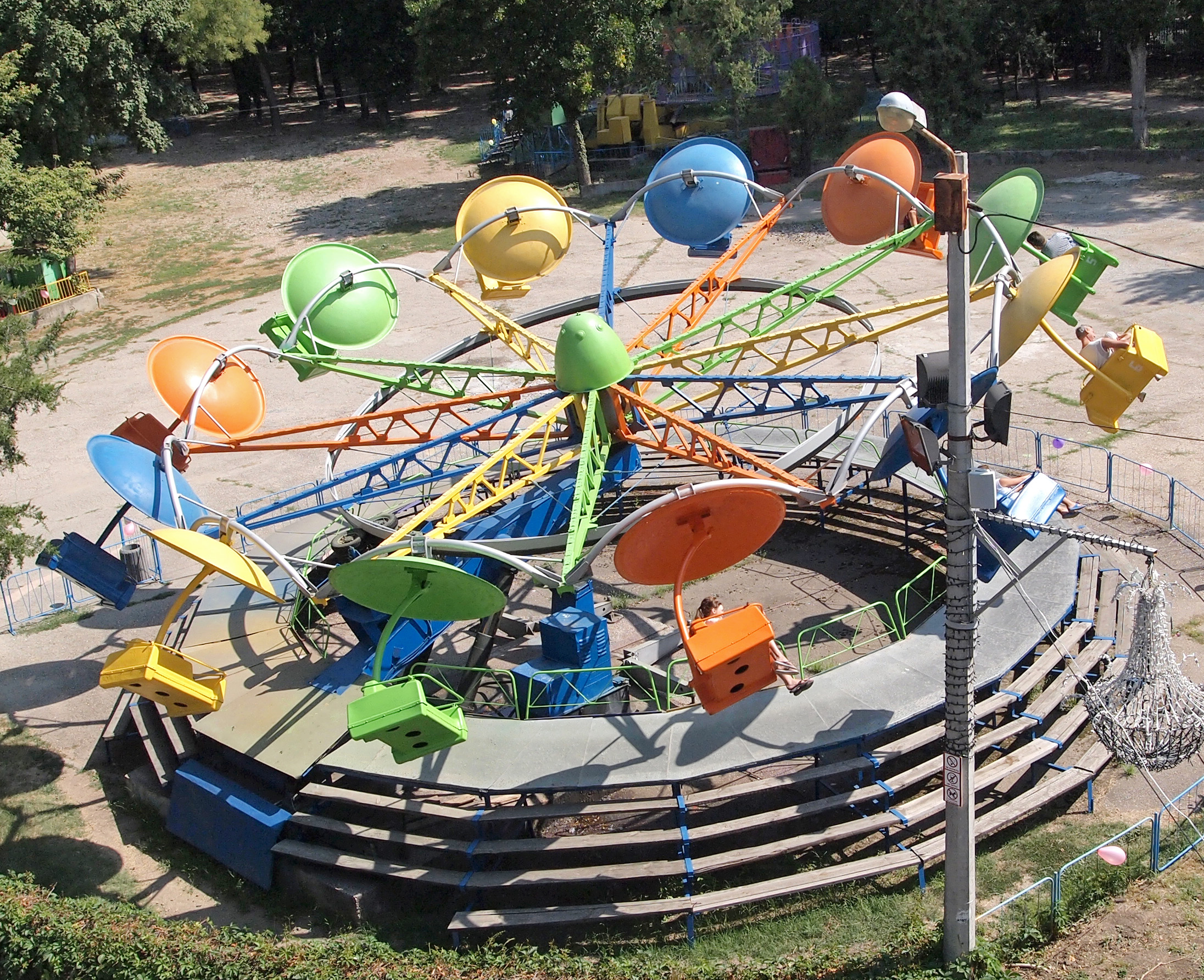
Аттракцион в детском парке
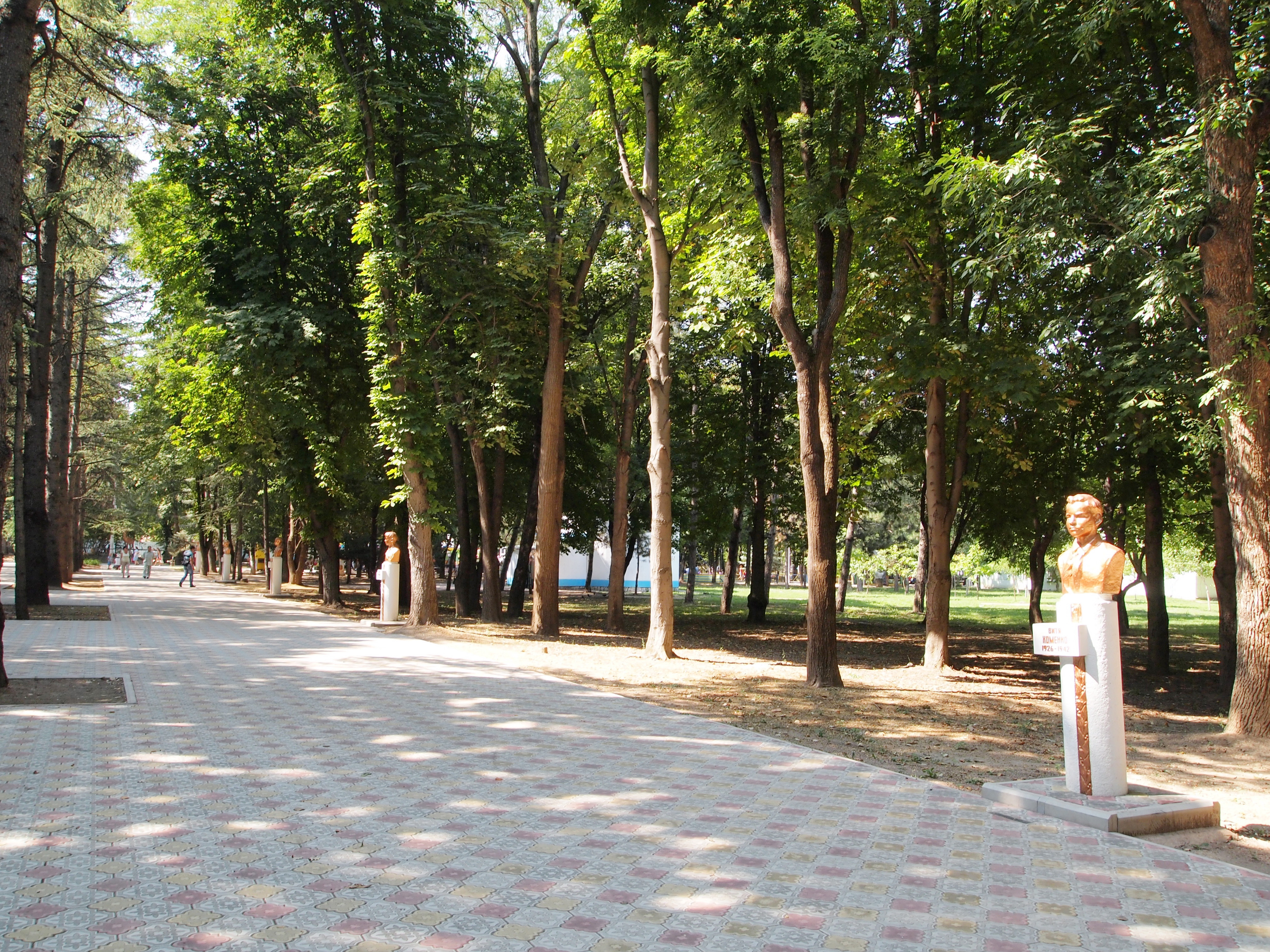
«Аллея пионеров-героев»
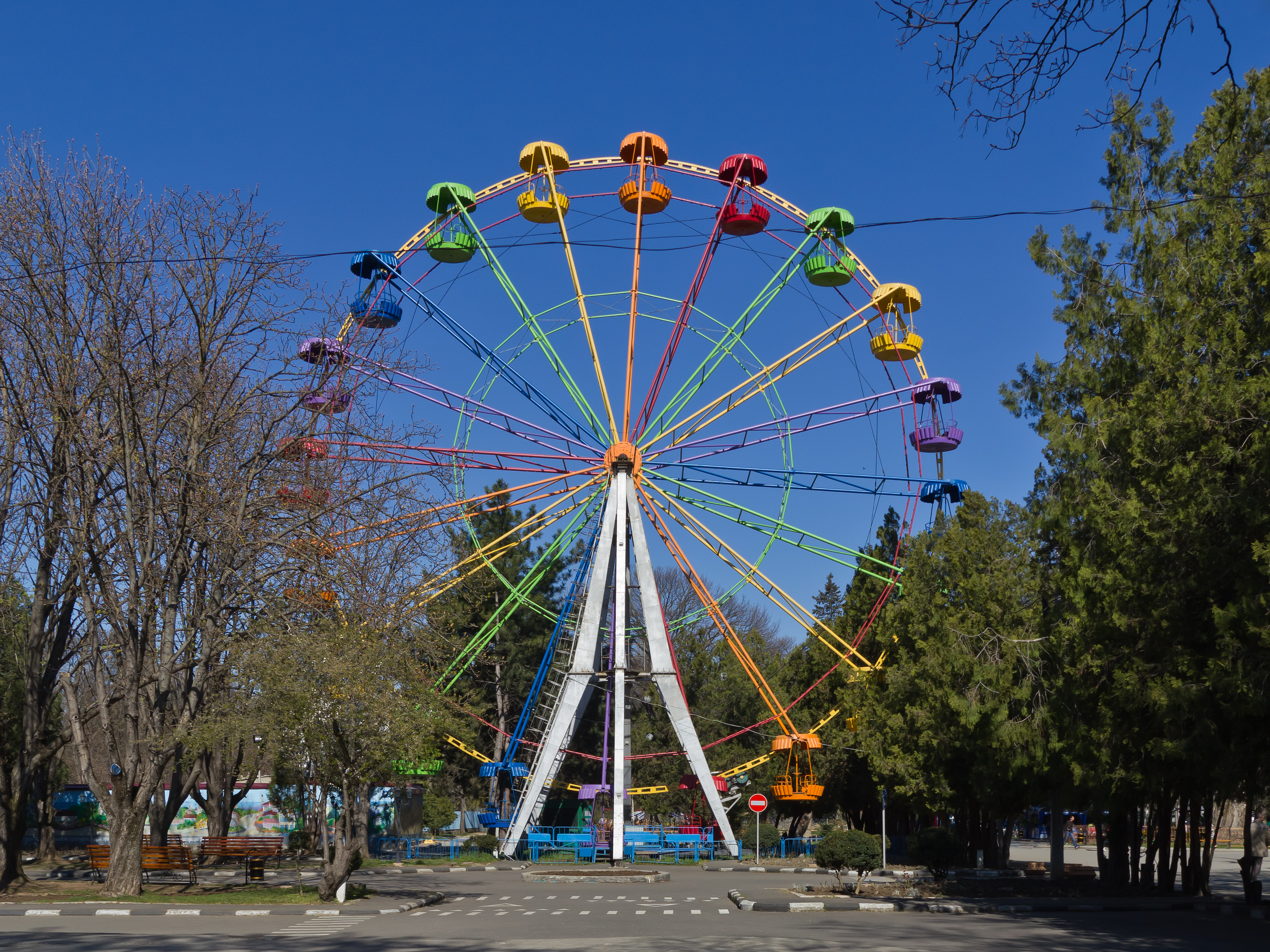
Колесо обозрения